# Альфа-фетопротеин
Альфа-фетопротеин (АФП) — это гликопротеин с молекулярным весом 69 000 дальтон, состоящий из одной полипептидной цепи, включающей ~ 600 аминокислот и содержащей около 4% углеводов. Образуется при развитии эмбриона и плода.

## История открытия
АФП был открыт в 1944 году, на заре исследования белков, когда американский биохимик Педерсен обнаружил в сыворотке крови телят массивную белковую фракцию, полностью отсутствующую в крови взрослых животных. Белок был назван фетуином (от лат. fetus — плод). Продолжая эти исследования, С. Бергстранд и В. Цар в 1956 и 1957 годах, сравнивая составы сыворотки крови человеческого плода и взрослых людей, нашли белковую фракцию, специфичную для эмбриональнойсыворотки, и назвали её α-фетопротеином (то есть белком плода). Предполагалось, что это человеческий аналог телячьего фетуина. Впоследствии выяснилось, что это совершенно разные белки.
В середине 1950-х годов Грабар, Буртен и Зелинман из Института Пастера в Париже, группа учёных под руководством Ю. С. Татаринова в Астрахани и группа учёных под руководством Г. И. Абелева из лаборатории Л. А. Зильбера в Москве активно разрабатывали методологические подходы сравнительного анализа нормальных и опухолевых тканей с использованием иммунохимических методов. В 1963 г. профессор Ю. С. Татаринов (Астраханский медицинский институт) обнаружил присутствие альфа-фетопротеина в крови людей, болеющих первичным раком печени. Профессором Татариновым открыто явление синтеза и секреции в кровь млекопитающих и человека этого белка. В результате исследований был обнаружен специфический антиген, присутствовавший в гепатоме и отсутствовавший в нормальной печени человека и взрослых мышей. В ходе другого исследования этот антиген был обнаружен в мышином эмбрионе, где присутствовал не только в печени, но и во всех органах плода. Стало понятно, что данное вещество является основным компонентом эмбриональной сыворотки — эмбриональным сывороточным глобулином. Было показано, что тканевые культуры мышиной гепатомы синтезируют и секретируют в среду этот белок, позже названный альфа-фетопротеином. АФП, продуцируемый плодом и мышиными гепатомами в тканевой культуре, был идентичен. Тогда же было обнаружено, что продукция АФП временно возобновляется после частичной гепатэктомии. На этом основании было высказано предположение о том, что синтез данного белка связан с активной пролиферацией клеток печени любого генеза и вряд ли сможет быть использован в качестве специфического маркера злокачественных новообразований этого органа.
Определение альфа-фетопротеина как опухолевого маркера было впервые сделано Ю. С. Татариновым в 1964 году.
15 сентября 1969 Ю. С. Татаринов и В. Н. Масюкевич установили явление синтеза и секреции в кровь млекопитающих и человека белка — трофобластического бета-глобулина, специфического для трофобластической активности клеток хориона. В 1970 г. в Государственном комитете СССР по делам изобретений и открытий зарегистрировано открытие в области биохимии, связанное с изучением синтеза биологически активных веществ у человека и высших животных в период их эмбрионального развития. Авторы этой работы — доктор медицинских наук профессор Ю. Татаринов и кандидат медицинских наук В. Масюкевич.
Профессором Татариновым открыта и описана реакция Татаринова-Абелева: альфа-фетопротеиновый тест — метод выявления эмбриональных сывороточных глобулинов (альфа-фетопротеинов) с помощью реакции преципитации в агаре. Вплоть до настоящего времени реакция Татаринова-Абелева остаётся единственным маркером при диагностике гепатоцеллюлярного рака печени. Это открытие в области иммунохимического метода первичного лечения онкологических заболеваний внесено в Реестр открытий СССР.

## Биологические свойства
По структуре и физико-химическим свойствам АФП очень близок главному белку сыворотки крови взрослых — сывороточному альбумину (СА). Функция СА транспортная, перенос низкомолекулярных веществ в ткани. АФП как бы заменяет СА у эмбриона, его часто называют эмбриональным СА, и его функция, скорее всего, тоже транспортная. АФП обладает исключительно высоким сродством к полиненасыщенным жирным кислотам (ПНЖК), веществам, необходимым для построения клеточных мембран и особого класса биологически активных веществ — простагландинов. Наиболее вероятная функция АФП — избирательное связывание ПНЖК в плаценте и перенос их из крови матери в кровь и клетки эмбриона. ПНЖК не синтезируются ни эмбрионом, ни взрослым и поступают в организм только с растительной пищей. Поэтому должна быть специальная система их переноса из крови матери в эмбрион. Для осуществления транспортной функции в клетках эмбриона должны быть рецепторы к АФП — ПНЖК, с помощью которых доставка ПНЖК осуществляется в клетки плода. Однако такие рецепторы изучены ещё очень мало. К числу других вероятных функций АФП относится иммуносупрессорная, то есть, подавление иммунных реакций на антигены у развивающегося плода. Поскольку в процессе развития эмбриона появляются новые белки (антигены), то в отсутствие иммунодепрессии у эмбриона происходила бы выработка антител против этих новых белков, что могло бы привести к серьёзным осложнениям. Поэтому в эмбрионе собственная иммунная система подавлена, и это подавление, возможно, осуществляет АФП.
На первых неделях беременности АФП вырабатывается жёлтым телом яичников матери. Уже с пятой недели плод сам начинает вырабатывать АФП. Ребёнок выделяет его с мочой в амниотическую жидкость, откуда она попадает в кровь матери для экскреции (выведения). АФП предохраняет плод от иммунного отторжения организмом матери.
При увеличении концентрации АФП в крови зародыша уровень АФП в крови матери также увеличивается. На 12-16 неделе беременности при развитии плода уровень АФП достигает оптимального для диагностики значения. Максимальный уровень АФП определяется на сроке в 32-34 недели беременности, после чего начинает постепенно снижаться. Нормальные значения альфа-фетопротеина в сыворотке крови здорового человека не превышают 15 нг/мл

## Области применения
Альфа-фетопротеин используется при лечении астмы, гепатитов, миомы матки, диабета, саркоидоза, онкологии, урогенитальных инфекций, рассеянного склероза, постинфекционных поражениях сердца и почек, постинсультных состояний, тромбооклюзионных поражений сосудов, язвенных болезней кишечника, ожогов, для улучшения потенции, входит в состав косметики. АФП оказывает стимулирующее воздействие на рост и пролиферацию фибробластов. Обладает синергизмом по отношению к эпидермальному, трансформирующему и инсулиноподобному факторам роста, оказывает влияние на метаболизм стероидных гормонов. Способен активировать ген апоптоза и запускать механизм запрограммированной гибели раковой клетки (аналогично фактору некроза опухоли). Обнаружена способность препятствовать связыванию вирусов с мембранами лимфоцитов и ограничивать атаку аутоантител на специфические сайты и рецепторы клетки. Показана эффективность при лечении заболеваний с выраженным аутоиммунным компонентом (аутоиммунные поражения щитовидной и поджелудочной желез, спаечная болезнь, артриты, артрозы, астма, постинфекционные поражения сердца и почек, миастения и т. д.), изучается возможность применения в комплексной терапии сахарного диабета, ревматизма, злокачественных опухолей и ряда других заболеваний.

## Получение
Существует два метода получения альфа-фетопротеина: выделением из сыворотки крови (нативный АФП) и выращиванием с помощью технологий генетической модификации (рекомбинантный АФП). В качестве сырья для производства препарата нативного АФП используется пуповинная, плацентарная и абортная кровь, полученная при медицинских абортах и родах, проверенная на отсутствие маркеров ВИЧ-1, 2 и гепатитов B и С. Кровь собирает медицинский персонал гинекологических и акушерских отделений. Качество крови контролируется на соответствие требованиям, предъявляемым Инструкцией по сбору и контролю плацентарной и абортной крови для изготовления препаратов иммуноглобулинов человека нормального или Инструкцией по сбору и контролю плацентарной и абортной крови, утверждённой 24.03.2000 г. МЗ РФ. Женщины, собирающиеся сделать аборт (по медицинским ,либо социальным показаниям), пишут расписку: «…настоящим удостоверяю добровольное согласие на использование моего плода, полученного при бесплатной операции искусственного аборта, для научно-исследовательских целей с возможностью в дальнейшем их терапевтического применения». Далее выделение АФП из сыворотки проводят методом аффинной хроматографии.

## АФП-тест
АФП-тест (реакция Татаринова-Абелева) — это измерение уровня альфа-фетопротеина. Тройной скрининг сочетает АФП тест с определением уровня двух гормонов, несвязанного эстриола и хорионического гонадотропина человека. Его часто называют «тройной скрининг».
Имеются два основных клинических аспекта применения АФП-теста:
- выявление и мониторинг первичной гепатоцеллюлярной карциномы, которая возникает, как правило, в цирротической печени
- мониторинг эффективности терапии

Повышенный уровень АФП определяется приблизительно у 9 % пациентов с метастатическим поражением печени. Возможно незначительное повышение уровня АФП при злокачественных опухолях молочной железы, бронхов и колоректальной карциноме. C целью диагностики используют измерения уровня серологического АФП при гепатоцеллюлярном раке печени.
У взрослых людей увеличение концентрации АФП бывает связано с развитием хронических гепатитов, рака печени, опухолей яичек у мужчин, особенно при наличии метастазов.
При беременности АФП может быть повышен в следующих ситуациях:
- многоплодная беременность, крупный плод
- некроз печени плода (вследствие вирусной инфекции)
- порок развития нервной трубки плода (анэнцефалия, расщелина позвоночника)
- пупочная грыжа плода
- аномалий почек и мочевыводящих путей
- несращение передней брюшной стенки плода
- другие пороки развития плода (атрезия пищевода и двенадцатиперстной кишки)
- синдром Шерешевского-Тернера.

Низкий уровень АФП позволяет предполагать:
- синдром Дауна у плода (после 10 недели беременности)
- трисомию 18
- задержку развития плода
- гибель плода
- угрозу самопроизвольного выкидыша
- пузырный занос
- ложную беременность[3].

В Калифорнии АФП-тест проводят вместе с исследованием других маркеров:
- ХГ — хорионический гонадотропин
- эстриол — гормон плаценты
- ингибин — гормон плаценты

При наличии аномалий по АФП необходимы дальнейшие исследования. Даже комплексный скрининг по многим маркерам не доказателен. Обычно для выявления дефектов используют УЗИ и пробу амниотической жидкости (амниоцентез). Также во время амниоцентеза в амниотическую жидкость может попадать кровь плода, вызывая ложное повышение уровня альфа-фетопротеина. Приблизительно в 5 — 10 % случаев расщелину позвоночника не удается обнаружить при амниоцентезе, поскольку отверстие в спиномозговом канале закрыто кожей, из-за чего альфа-фетопротеин не может попасть в амниотическую жидкость
А процедура амниоцентеза несёт в себе следующие опасности:
- Выкидыш: доля выкидышей варьируется от 1 из 200 до 1 из 500.
- Инфекция: процедура влечет за собой невысокую (менее 1 из 1000) вероятность заражения матки, которое может вызвать родовую деятельность. Если такая инфекция проникнет в матку, это произойдёт в течение нескольких дней после процедуры.
- Кровотечение у матери или плода.
- Повреждение плода: существует очень малый риск того, что игла заденет жизненно важную зону плода, что станет причиной необратимого повреждения.

Отклонения концентраций АФП и ХГ в крови женщин недостаточно специфичны для хромосомных болезней и пороков развития плода. Так, хромосомная патология обнаруживается примерно у одной из пятидесяти беременных, имеющих характерные отклонения уровней АФП и ХГ. Дефекты заращения нервной трубки выявляются у одной из четырёхсот женщин с повышенным содержанием АФП в сыворотке крови, в то время как почти у 90 % таких беременных плоды не имеют пороков развития. По данным литературы, содержание маркерных белков в крови беременных зависит от их возраста, веса, данных соматического и гинекологического анамнеза. Наряду с этим, существуют данные о том, что при отсутствии хромосомной патологии и пороков развития у плода, отклонения уровней сывороточных белков (АФП и ХГ) у матери могут быть связаны с наличием акушерских осложнений, включая угрожающее прерывание беременности, преждевременные роды, гестоз, гипотрофию плода. Несмотря на то, что в литературе в течение длительного времени дискутируется взаимосвязь между изменениями (в большинстве случаев — повышением) уровней маркерных сывороточных белков (АФП и ХГ) в крови матери и патологией беременности, существующие данные крайне противоречивы, а предположения о вероятных патофизиологических механизмах такой зависимости практически не встречаются.
Для женщин, у которых менструальный цикл значительно длиннее или короче 28 дней, и тех, у кого цикл вообще нерегулярный, определить сроки или интерпретировать результаты АФП-теста будет крайне сложно, если вообще возможно, без УЗИ, дающего возможность более точно определить возраст плода.